# Fritz Hartung
Pour les articles homonymes, voir Hartung (homonymie).
Fritz Hartung (né le 12 janvier 1883 à Saarmund, Province de Brandebourg, mort le 24 novembre 1967 à Berlin) est un historien allemand.